# Xã Onstad, Quận Polk, Minnesota
Xã Onstad (tiếng Anh: Onstad Township) là một xã thuộc quận Polk, tiểu bang Minnesota, Hoa Kỳ. Năm 2010, dân số của xã này là 71 người.